# Saga Siglar
Saga Siglar var et rekonstrueret vikingeskib, der blev bygget mellem 1982–1983 i Bjørkedalen i Norge. Båden blev fremstillet af Sigurd Bjørkedal sammen med sønnene Jakob, Ottar og Dag Inge, for Ragnar Thorseth på baggrund af Skuldelev 1, der er en knarr, som blev fundet med de andre Skuldelevskibe i Roskilde Fjord.
Saga Siglar var bygget af skovfyr med køl, stævn og bundstokke af eg. Båden var 16,5 meter lang og 4,8 meter bred. Den var rigget med et råsejl på 96 m², i en 13 meter høj mast. Båden havde en dybdegang på 0,6 meter uden last, og 1,3 meter fuldt lastet med omkring 16 tons last og ablast.
Saga Siglar blev også udstyret med en 22 hk dieselmotor. Under sejlads blev sideror benyttet, mens et enkelt hækror kunne monteres ved motordrift i trange farvand.
I 1984–1986 gennemførte Ragnar Thorseth jordomsejling med Saga Siglar. 
Saga Siglar forliste under storm i Middelhavet i maj 1992. Skibet var da på vej til verdensudstillingen i Sevilla sammen med Oseberg, der var en kopi af Osebergskibet. Begge skibene forliste, men mandskabet blev reddet.
Efter Saga Siglars forlis ble en ny knarr, et søsterskib, bygget i Bjørkedalen for Ragnar Thorseth. Den er overdraget til Sunnmøre Museum og har navnet Borgundknarren. 